# Bromure de lithium
La bromure de lithium est un agent utilisé comme humidifiant dans les climatisations. Il est très connu pour son activité thérapeutique, c'est un régulateur de l'humeur comme le chlorure de magnésium.